# Lac Allard
Pour l’article homonyme, voir Allard.
Le Lac Allard (désigné populairement "Lac Neuf Milles") est situé dans la partie Sud de la municipalité de Belleterre, dans la MRC Témiscamingue, dans la région administrative de la Abitibi-Témiscamingue, dans la province de Québec, au Canada.
La foresterie a marqué l'économie du secteur. Aujourd'hui, les activités récréotouristiques, surtout la villégiature, s'accroissent rapidement. La surface du lac est généralement gelée de la mi-décembre à la mi-avril.

## Géographie
Le lac Allard (altitude : 310 m) constitue le principal plan d'eau de tête de la rivière Cerise (Témiscamingue). Ce lac épouse la forme d'un boomerang ouvert vers le Sud. La Branche Sud-Ouest (longueur : 13,0 km) du boomerang est de forme irrégulière et étroite, comportant de nombreuses baies. À l'opposé la branche Sud-Est, reçoit les eaux de la rivière aux Sables (Témiscamingue) et comporte la Baie Grassy située à son extrémité Sud-Est.
Le lac Allard reçoit les eaux du côté :
- Nord : la décharge des lacs Gauvin, Chevrier, Moore, Girard, Morand, Froid et au Vent ;
- Est : la décharge du Lac au Canot ; la rivière aux Sables (Témiscamingue) laquelle draine le "Lac aux Sables"
- Ouest : la décharge du lac Kelly.

Le lac Allard est situé entièrement en milieu forestier et parfois marécageux (partie Nord, autour de la décharge du Lac au Canot et autour de la confluence de la rivière aux Sables (Témiscamingue)). L'embouchure du lac est située du côté Sud à : 
- 28,2 km au sud du lac Simard (Témiscamingue) ;
- 16,9 km au Sud du village de Belleterre ;
- 36,3 km à l'ouest du village de Laverlochère.

## Toponymie
Le terme "Allard" constitue un patronyme de famille d'origine française.
Le toponyme "lac Allard" a été officialisé le 5 décembre 1968 à la "Banque des noms de lieux" de la Commission de toponymie du Québec.